# Pierre Doize
 (juin 2021).
Si vous disposez d'ouvrages ou d'articles de référence ou si vous connaissez des sites web de qualité traitant du thème abordé ici, merci de compléter l'article en donnant les références utiles à sa vérifiabilité et en les liant à la section « Notes et références ».
Pierre Doize, né le 6 novembre 1907 à Marseille (Bouches-du-Rhône) et mort le 19 février 1979 à Narbonne (Aude), est un résistant, déporté et homme politique français.

## Biographie
Fils d'un charpentier et d'une femme de ménage, Pierre Doize entre en apprentissage après l'obtention du certificat d'études primaires. D'abord chaudronnier, puis maçon, il rejoint les jeunesses communistes en 1926.
Militant syndical au sein de la CGTU, il exerce plusieurs responsabilités, dont les principales sont celles de secrétaire de l'union des syndicats des métaux et du bois des Bouches-du-Rhône, entre 1936 et 1939, puis de secrétaire régional de la fédération du bâtiment.
Après un passage par l'école régionale des cadres du PCF, il est désigné au bureau régional du parti en 1930, avant d'être secrétaire de la cellule de l'Estaque en 1935. Cet engagement, public, lui vaut d'être mis sous surveillance des autorités dès 1939.
Mobilisé au début de la guerre, il entre en clandestinité dès 1940. Arrêté en septembre 1942, il est d'abord interné dans divers camps et prisons, avant d'être déporté à Dachau, puis Allach. Son épouse Pierrette, elle aussi déportée, meurt dans le camp de Ravensbrück, à l'automne 1945.
Libéré en mai 1945, Pierre Doize doit à son action pendant la guerre d'être décoré de la médaille de la résistance, et d'être élevé au grade de lieutenant des FFI.
Tout en reprenant son activité syndicale, Doize s'engage désormais essentiellement dans l'action politique. Maire-adjoint de Jean Cristofol de 1945 à 1947, conseiller municipal de Marseille jusqu'en 1971, il est surtout secrétaire de la fédération communiste des Bouches-du-Rhône de 1948 à 1955, et membre du comité central à partir de 1954, président de la commission centrale de contrôle financier de 1964 à 1976.
Son adhésion à la ligne de la direction du parti est suffisamment forte pour qu'il soit désigné, avec Maurice Thorez, Jacques Duclos et Georges Cogniot, dans la délégation française qui assiste au XXème congrès du PCUS, où est prononcé le rapport Khrouchtchev qui entame la déstalinisation de l'URSS. Conformément aux décisions du secrétaire général du PCF, Doize n'en parle cependant pas à son retour en France.
En février 1958, il est élu député des Bouches-du-Rhône, à l'occasion d'une partielle causée par le décès de Jean Cristofol. Il perd cependant son mandat lors des élections de novembre, battu par le socialiste Francis Leenhardt.
Il retrouve cependant son siège en 1962, et est réélu en 1967. L'année suivante, cependant, il est emporté par la vague gaulliste, battu par le républicain indépendant Robert Gardeil. Il perd de la même façon son siège de conseiller municipal en 1971, et n'a plus alors aucun mandat électif.
En 1976, il quitte le comité central du PCF, ce qui constitue sa retraite politique. Il meurt en 1979 dans un accident de la route, en compagnie de sa seconde épouse.

## Détail des fonctions et des mandats
Mandats parlementaires
- 16 février 1958 - 8 décembre 1958 : Député des Bouches-du-Rhône
- 25 novembre 1962 - 2 avril 1967 : Député de la 5e circonscription des Bouches-du-Rhône
- 12 mars 1967 - 30 mai 1968 : Député de la 5e circonscription des Bouches-du-Rhône